# Буенос-Айреський японський сад
Буенос-Айреський японський сад (ісп. Jardín japonés de Buenos Aires) — публічний парк в Буенос-Айресі, розташований в районі Палермо. Є найбільшим в світі японським садом за межами Японії.

## Опис
Японський сад був розбитий на території парку Трес де Фебреро в 1967 році з нагоди візиту в Аргентину японського наслідного принца Акіхіто з дружиною Мітіко. Відкриття саду відбулося 15 травня 1967. Згодом його неодноразово знову відвідували члени японської імператорської сім'ї. У 1991 році там побували принц Такамадо і принцеса Хісако. У 1997 сад знову відвідали Акіхіто з дружиною, на цей раз в статусі імператора й імператриці. Під час візиту до Аргентини в 1998 там побували принц Акісіно з принцесою Кіко.
Вхід в японський сад розташований з боку проспекту Фігероа Алькорта. Сад спроектований за класичними японськими канонами, які прагнуть до гармонії і рівноваги. Посередині парку розташоване озеро, береги якого з'єднані двома мостами. Один з них, так званий божественний міст, символізує вхід в рай. Місцеві американські види рослин в саду є сусідами з традиційними японськими сакурами, японськими кленами, багрянниками і азаліями. В озері водяться коропи. Японський колорит парку підсилюють японські дзвони, кам'яні світильники торо і стилізовані гранітні скульптури. Крім саду, на території комплексу розташовані японський культурний центр, ресторан, оранжерея з колекцією бонсаїв і сувенірний магазин. Парком і проводяться в ньому заходами керує японсько-аргентинський культурний фонд.

## Галерея

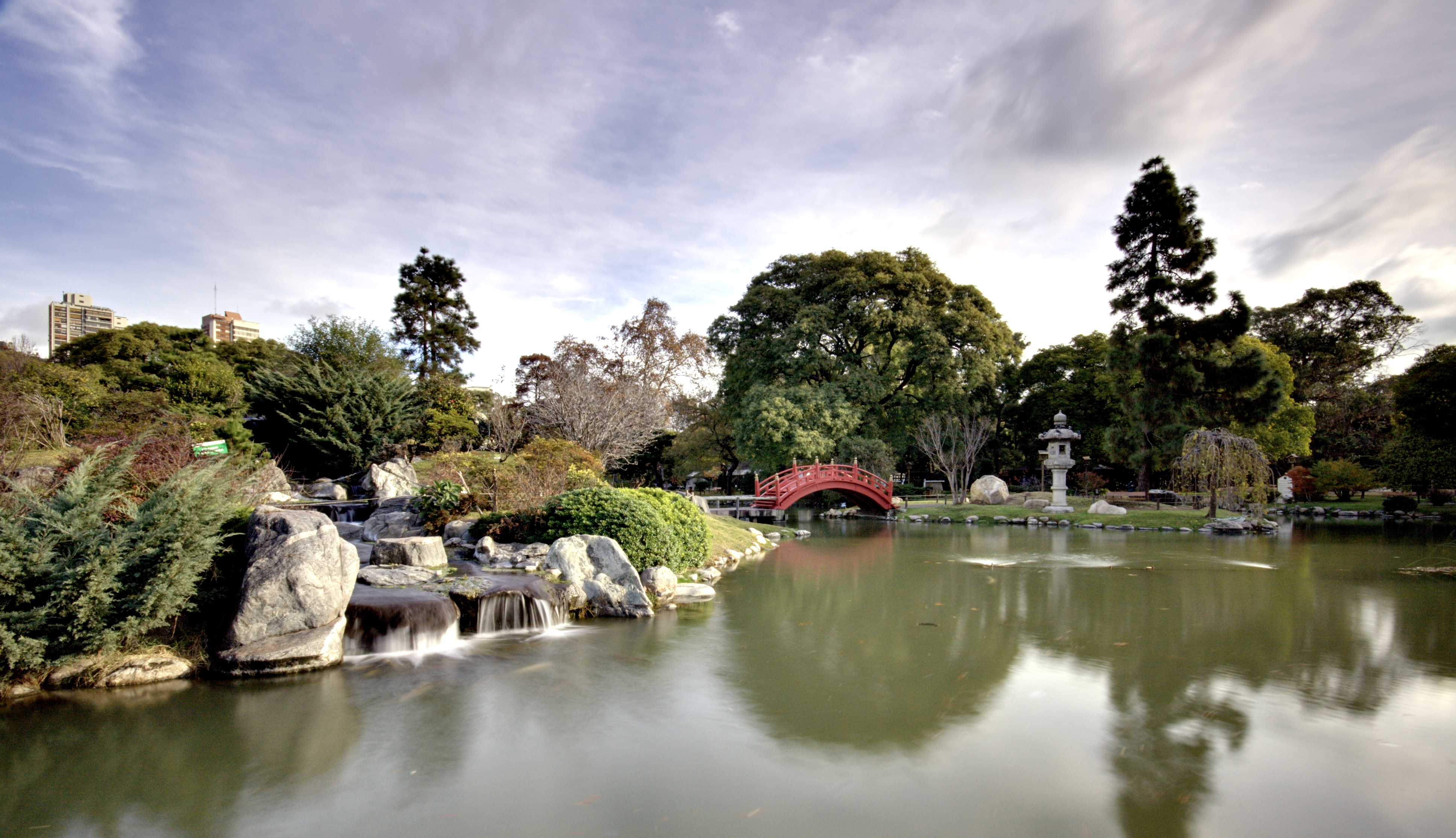
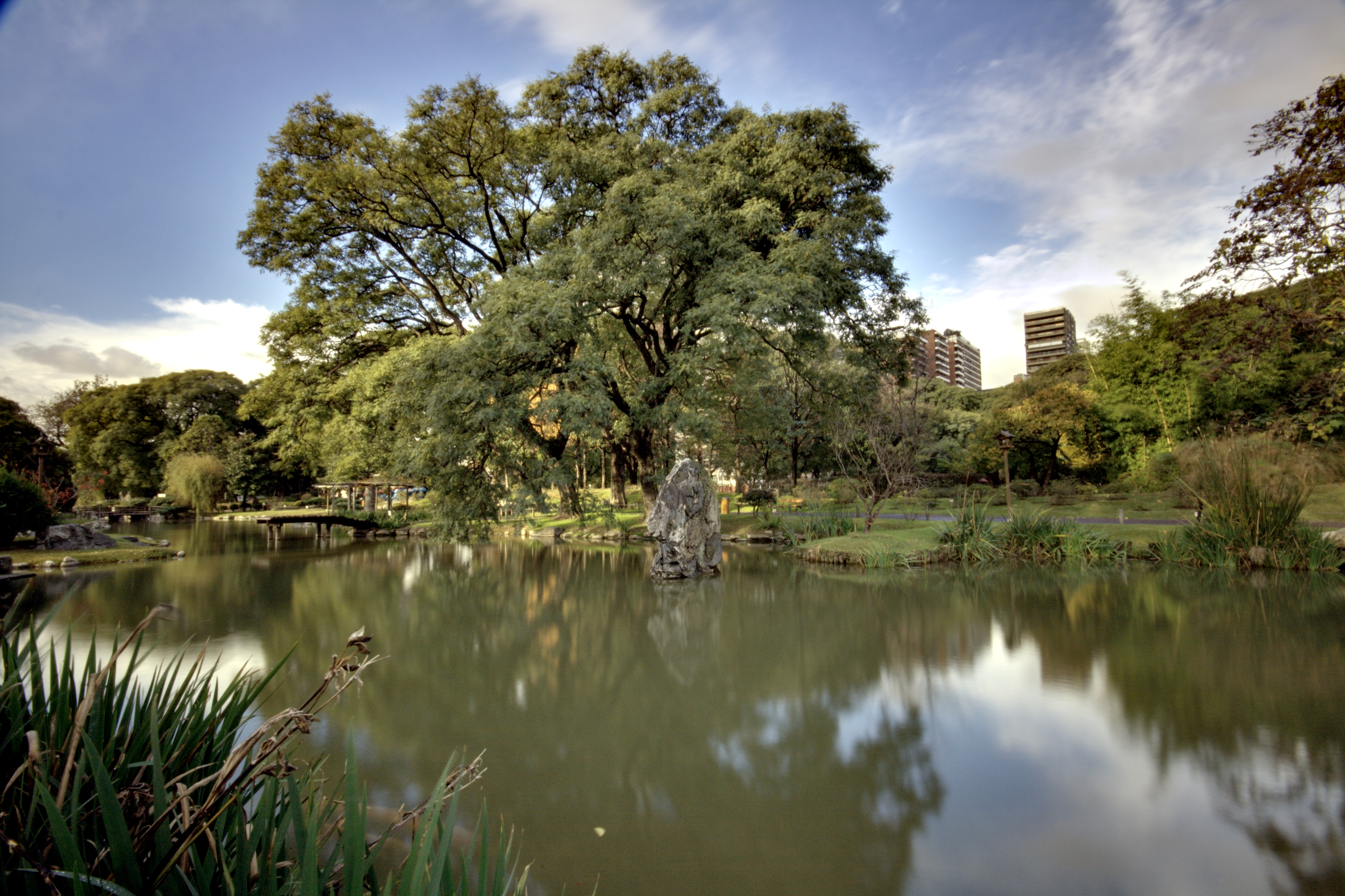
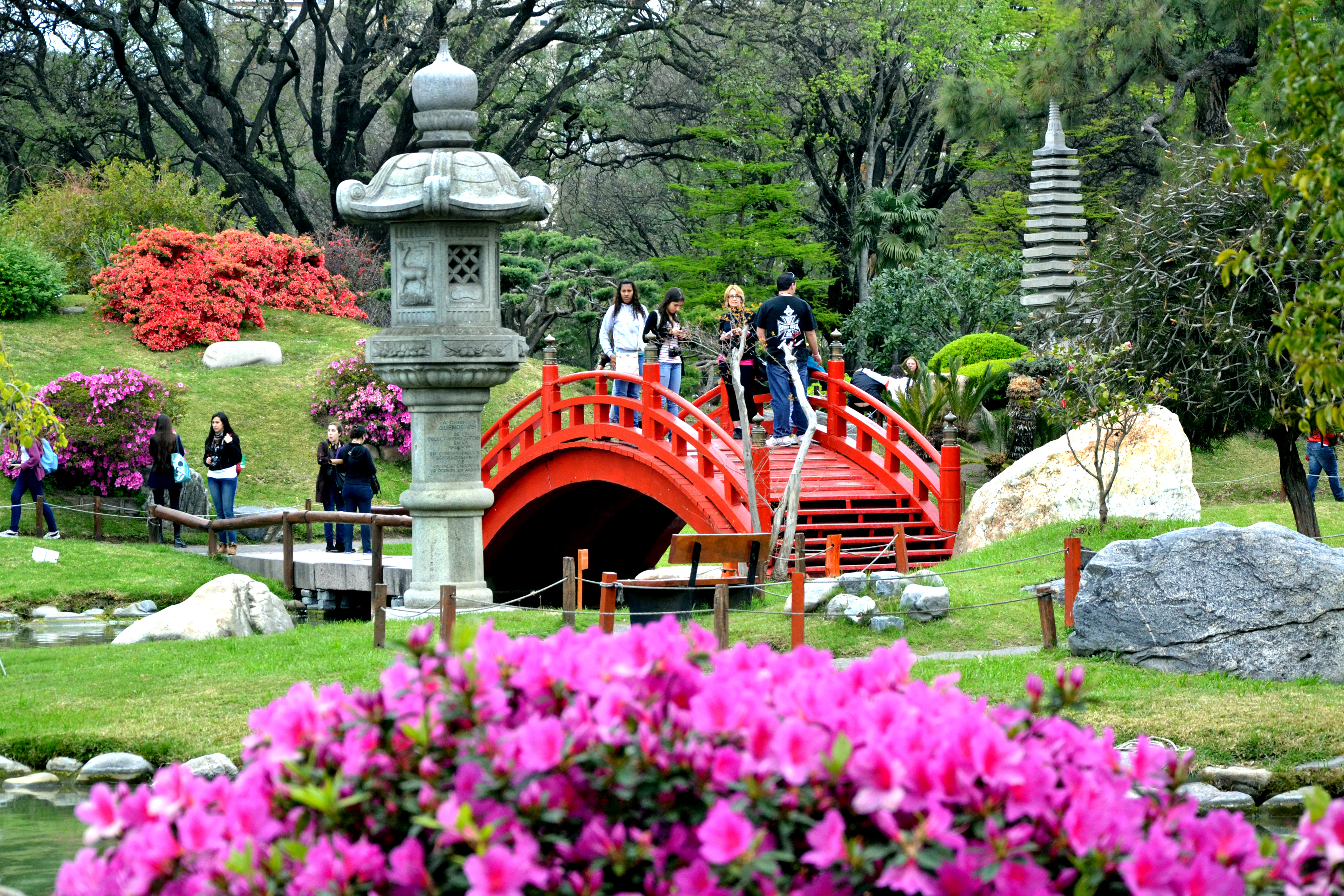
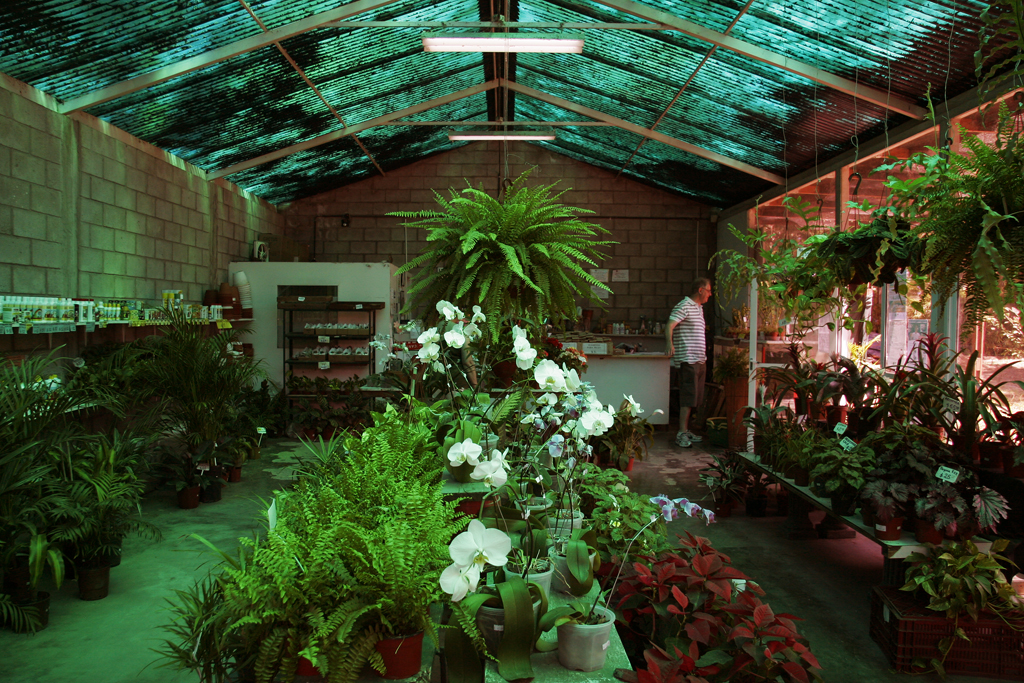
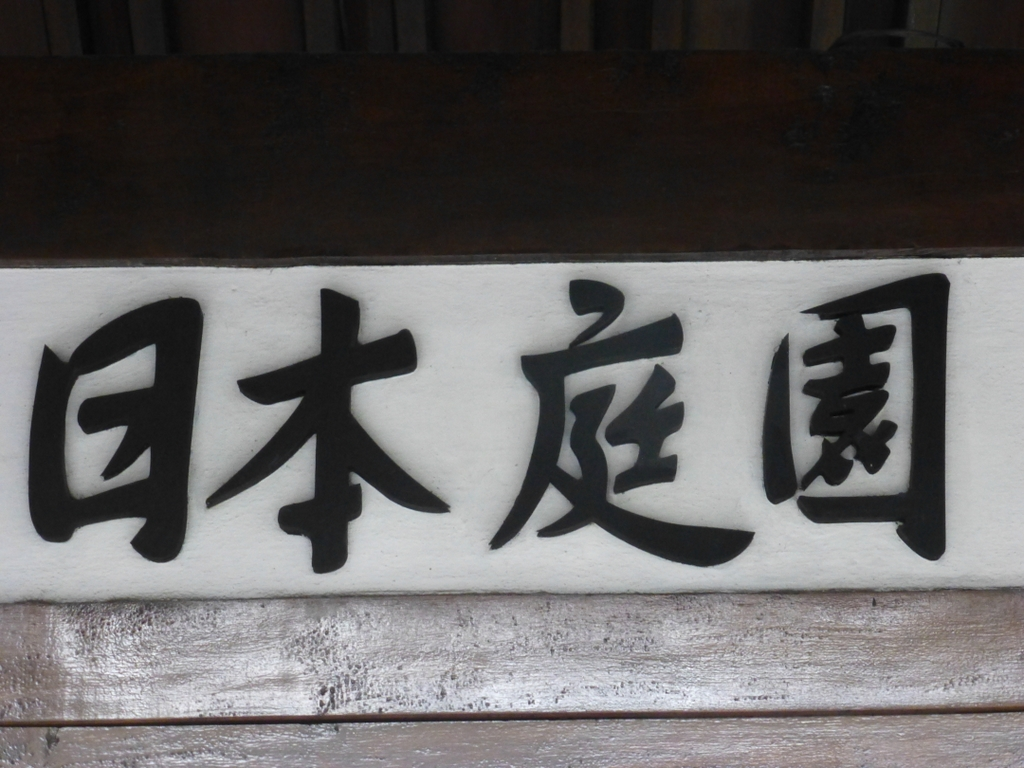
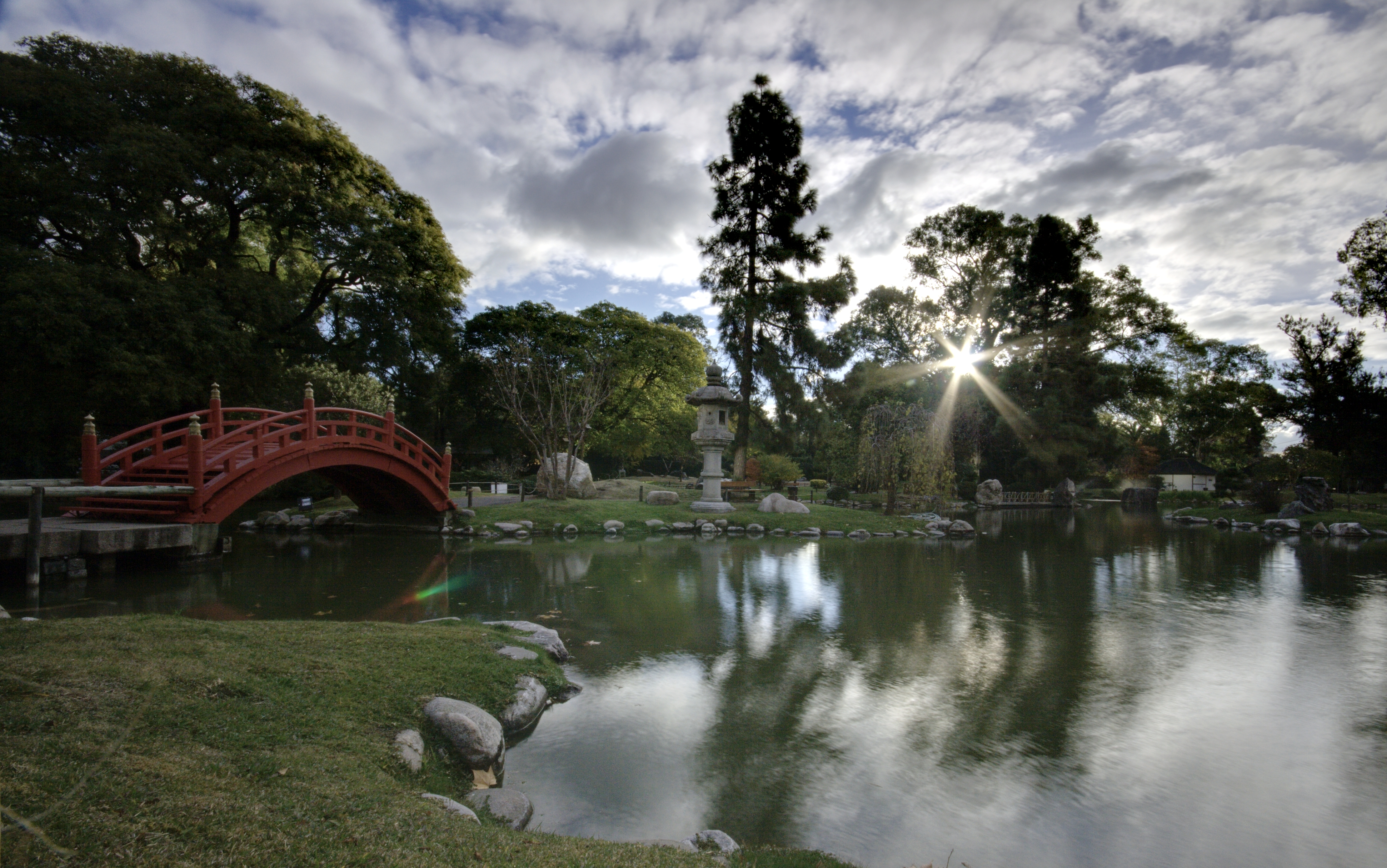
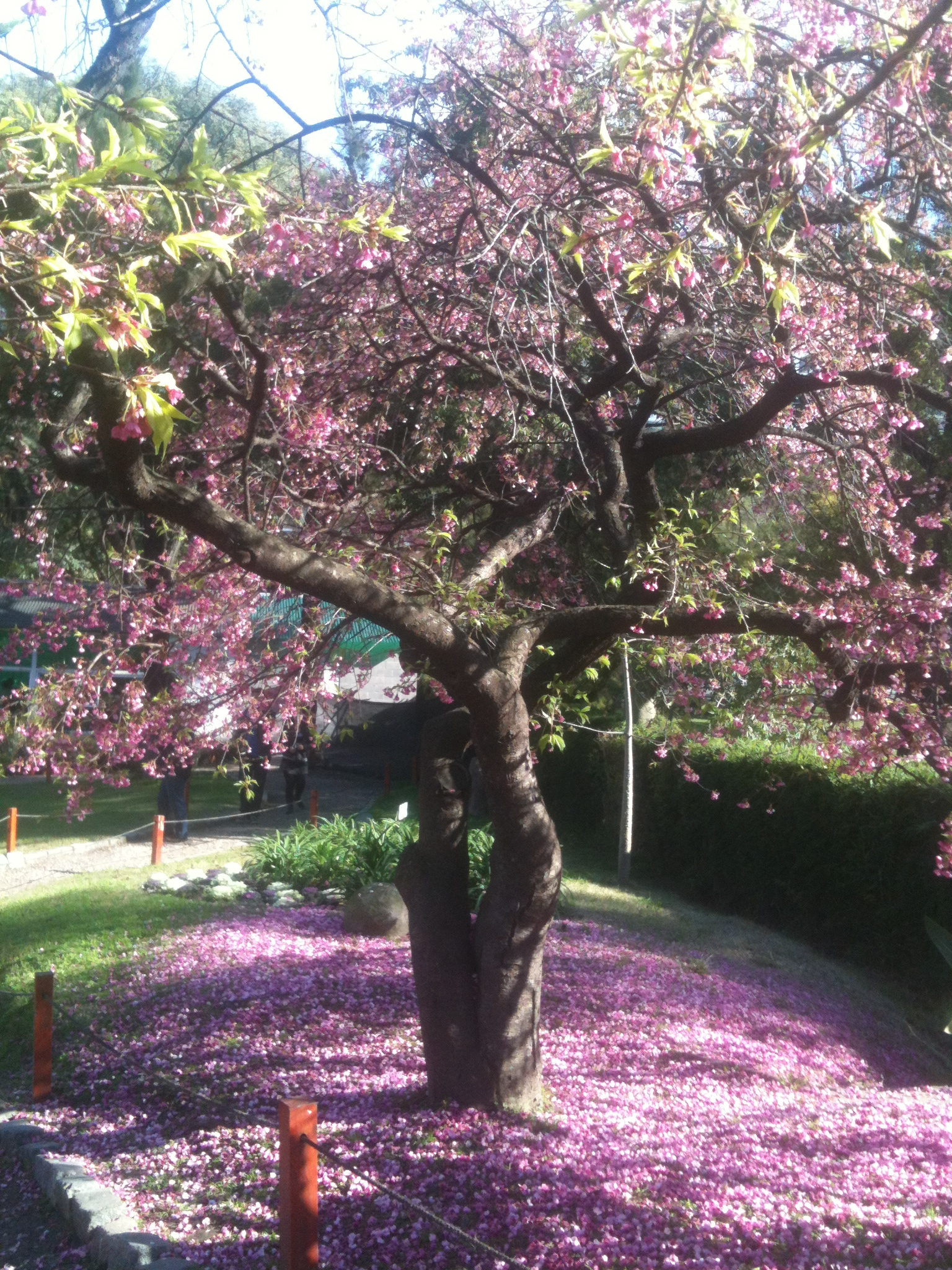
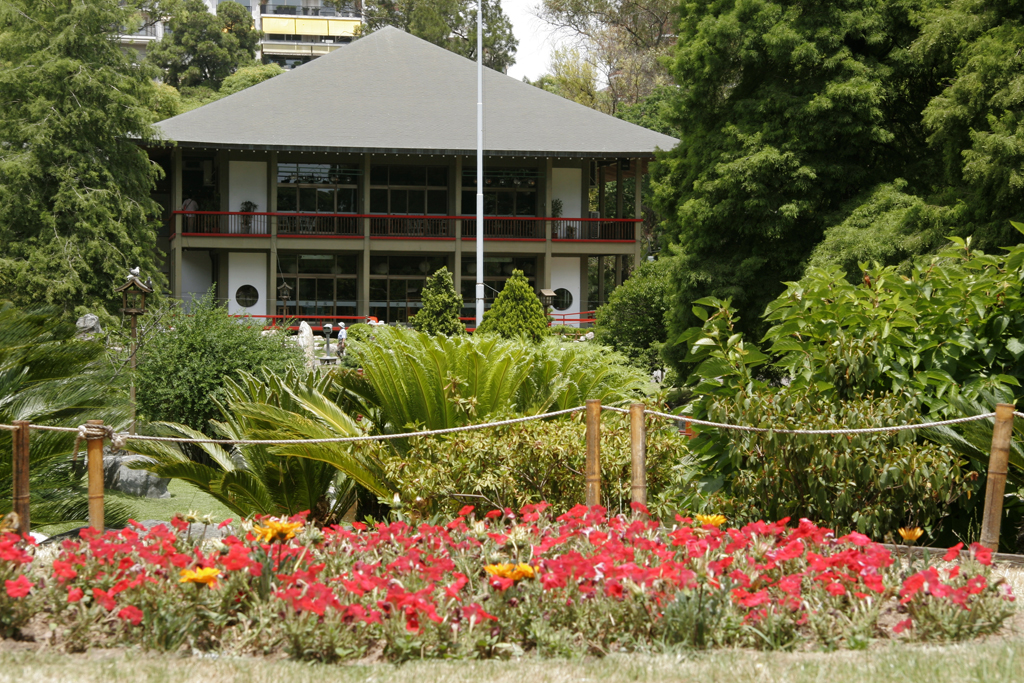